# 日地关系天文台
日地关系天文台（英語：Solar Terrestrial Relations Observatory，缩写簡稱），又译日地关联天文台，是美国宇航局和约翰·霍普金斯大学联合研制的两颗太阳探测卫星，于2006年10月26日发射升空，分别位于地球绕太阳公转的轨道前方和后方，目的是在不同的角度对太阳进行立体观测，拍摄太阳的三维影像。
日地关系天文台是在2006年10月26日世界时間0点52分在美国佛罗里达州的卡纳维拉尔角由德尔塔Ⅱ型火箭发射的，轨道是椭圆形，远地点到达月球以外。两颗卫星在结构上有细微的差别。运行在地球轨道前方的卫星叫做，运行在后方的叫做。2007年4月23日，美国宇航局发布了日地关系天文台拍摄的首批太阳三维图像。在最初失去联系四年后，美国宇航局终止了2018年10月17日开始的对STEREO-B的周期性恢复行动，正式宣告STEREO-B任务结束。

## 任务历程
STEREO-B
  地球
这两个STEREO 航天器于2006年10月26日世界标准时00：52从位于佛罗里达州卡纳维拉尔角空军基地的发射台17B发射，搭载 Delta II 7925-10L 发射器进入高椭圆地心轨道。远地点到达月球的轨道。2006年12月15日，在第五次轨道运行时，这对搭档在月球附近飞掠，以获得重力辅助。由于两个航天器的轨道略有不同，STEREO-A被弹射到地球轨道内的日心轨道，而STEREO-B暂时保持在高地球轨道上。2007年1月21日，STEREO-B在同样的轨道公转中再次与月球相遇，从STEREO-A相反方向从地球轨道弹出。STEREO-B号航天器进入了地球轨道之外的日心轨道。STEREO-A花了347天完成一次太阳公转，而STEREO-B花了387天。STEREO-A航天器/太阳/地球的角度将以每年21.650°的速度增加。STEREO-B航天器/太阳/地球的角度每年将改变21.999°.考虑到地球轨道的长度约为9.4亿公里，两艘航天器的平均速度都是1.8公里/秒，在旋转的地心参考系中，太阳总是在同一个方向上，但是速度差异很大，这取决于它们距离各自的远日点或近日点(以及地球的位置)有多近。这是它们当前的位置 （页面存档备份，存于）。
随着时间的推移，STEREO航天器继续以每年大约44°的速度相互分离。飞船没有最终定位。他们在2009年1月24日达到了90°的分离，这种情况被称为正交。这引起了人们的兴趣，因为一个航天器从侧翼观察到的质量喷射可以通过另一个航天器的原位粒子实验观察到。在2009年末，当他们经过地球的拉格朗日点L4和L5时，他们搜索了地球的特洛伊小行星。2011年2月6日，两个航天器正好相距180°，这使得人们第一次能同时看到整个太阳。
即使角度增加，增加一个地基视图，例如，从太阳动力学天文台，仍然提供了几年的全太阳观测。2015年，STEREO航天器经过太阳后面时，失去了几个月的联系。然后他们开始再次接近地球，在2023年8月最接近地球。他们将不会被重新捕获到地球轨道。

### 失去与STEREO-B的联系
2014年10月1日，在一次计划中的重新设置以测试飞行器的自动化时，与STEREO-B失去了联系，因为预计到了前面提到的太阳“会合”期。研究小组最初认为太空船已经开始旋转，减少了太阳能电池板产生的能量。后来对接收到的遥测数据进行的分析得出结论认为，航天器处于每秒约3°的不受控制的旋转状态; 这种速度太快，无法立即用其反作用轮进行修正，因为反作用轮会变得过饱和。
美国国家航空航天局利用其深空网络，先是每周一次，后来每月一次，试图重建通信。
经过22个月的沉默，联系在2016年8月21日世界协调时22:27恢复，当时深空网络在STEREO-B上建立了2.4小时的锁定
。
工程师们计划开发修复航天器的软件，但是一旦计算机启动，在 STEREO-B再次进入安全模式之前，只有大约2分钟的时间上传修复程序。此外，当飞船在接触时功率为正时，它的方向会发生漂移，功率水平会下降。双向通信已经实现，开始恢复航天器的指令在8月和9月的剩余时间内发出。
2016年9月27日至10月9日期间，六次通信尝试均告失败，9月23日后未检测到信号。工程师们确定，在试图使航天器旋转的过程中，一个冻结的推进器燃料阀可能导致了旋转的增加而不是减少。随着STEREO-B沿轨道运行，人们希望它的太阳能电池板可以再次产生足够的能量为电池充电。
在最初失去联系四年后，美国宇航局终止了2018年10月17日开始的对STEREO-B的周期性恢复行动。

## 任务优势

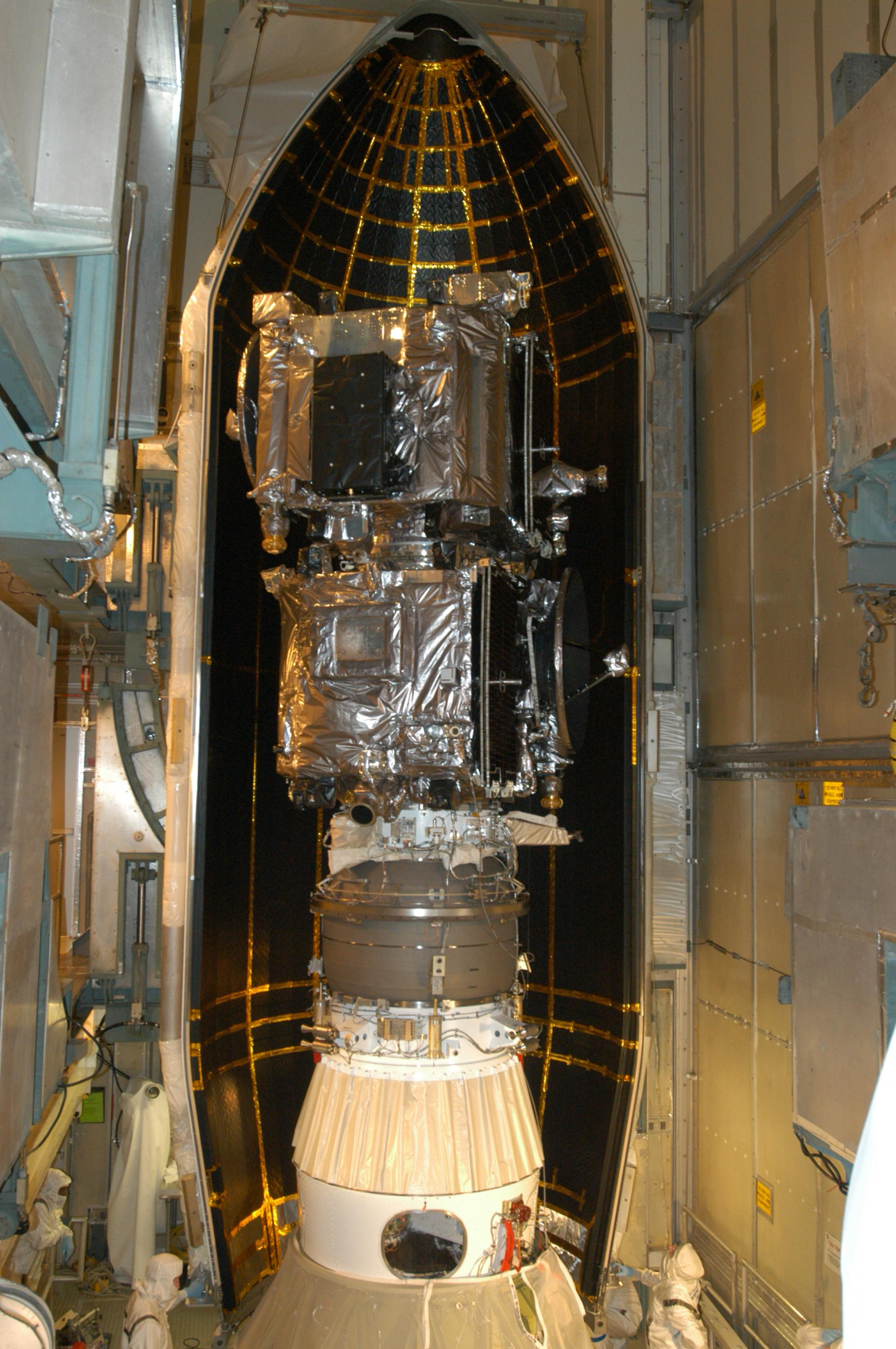
STEREO航天器在德尔塔二号的整流罩

这次任务的主要优势是可以获得太阳的立体图像。因为卫星在地球轨道上的不同位置，但是距离地球很远，所以它们可以拍摄到从地球上看不到的太阳部分。这使得美国宇航局的科学家可以直接监测太阳的背面（相对于地球的视角），而不是通过从地球的太阳视图中收集到的数据来推断太阳背面的活动 （页面存档备份，存于）（利用磁力图与日震学）。STEREO卫星主要监测日冕物质抛射的另一面——太阳风，即太阳等离子体和磁场的大规模爆发，这些物质有时会被抛射到太空中。
由于日冕物质抛射或日冕物质抛射的辐射可以破坏地球的通信、航空、电网和卫星，因此对日冕物质抛射进行更准确的预测有可能为这些服务的运营商提供更多的警告。在STEREO之前，只有利用日震学才有可能探测到太阳背面与日冕物质抛射有关的太阳黑子，日震学只能提供太阳背面活动的低分辨率地图。由于太阳每25天自转一次，在STEREO出现之前，地球有好几天都看不到太阳背面的细节。太阳背面以前是看不见的，这段时间是STEREO任务的主要原因。
STEREO项目科学家马杜利卡·古哈塔库尔塔预计，随着360°恒定太阳视角的出现，理论太阳物理学和空间天气预报将取得“重大进展”。STEREO的观测结果被纳入航空公司、电力公司、卫星运营商和其他公司的太阳活动预报中。
STEREO 还被用于发现122颗食双星和研究数百颗变星。STEREO可以观察同一颗恒星长达20天。
2012年7月23日，STEREO-A处于2012年太阳风暴日冕物质抛射的路径上。这次日冕物质抛射如果进入地球的磁层，估计会造成与卡灵顿事件相似的强度，这会是有记录以来最强烈的磁暴。STEREO-A的仪器能够在不受损害的情况下收集和传递大量有关该事件的数据。

## 搭载仪器

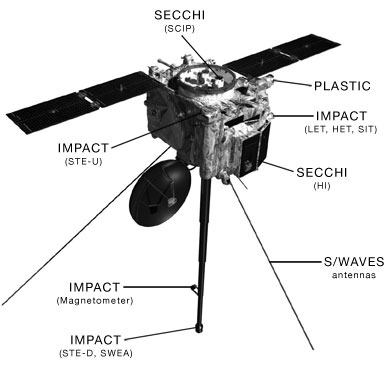
STEREO的仪器

日地关系天文台每颗卫星的重量大约为642千克，设计寿命至少为2年。卫星上搭载的主要仪器有：
- 日地关联日冕和太阳风层探测器（Sun Earth Connection Coronal and Heliospheric Investigation, SECCHI），目的是研究日冕物质抛射从太阳表面穿过日冕，直到行星际空间的演化过程。该仪器由五台成像装置组成，一台极紫外成像仪和两台白光日冕仪组成的太阳中心设备（SCIP），其目的是对太阳圆面和日冕进行成像，两台太阳风层成像仪（HI1与HI2），目的是观测太阳和地球之间的的行星际空间。
- 粒子和日冕物质抛射暂现原位测量装置（In-situ Measurements of Particles and CME Transients, IMPACT），目的是研究高能粒子，以及太阳风电子和行星际磁场的空间分布。
- 等离子体和超热离子构件（Plasma and Suprathermal Ion Composition, PLASTIC），主要任务是研究质子、α粒子和重离子的特性。
- （S/WAVES），是一个射电暴追踪系统，目的是研究太阳爆发对地球的射电干扰。
- 微型惯性测量单元（MIMU），核心部件是3个陀螺仪，用于测定卫星的姿态。每颗卫星都装有两套，其中一套作为备份。

## 图集

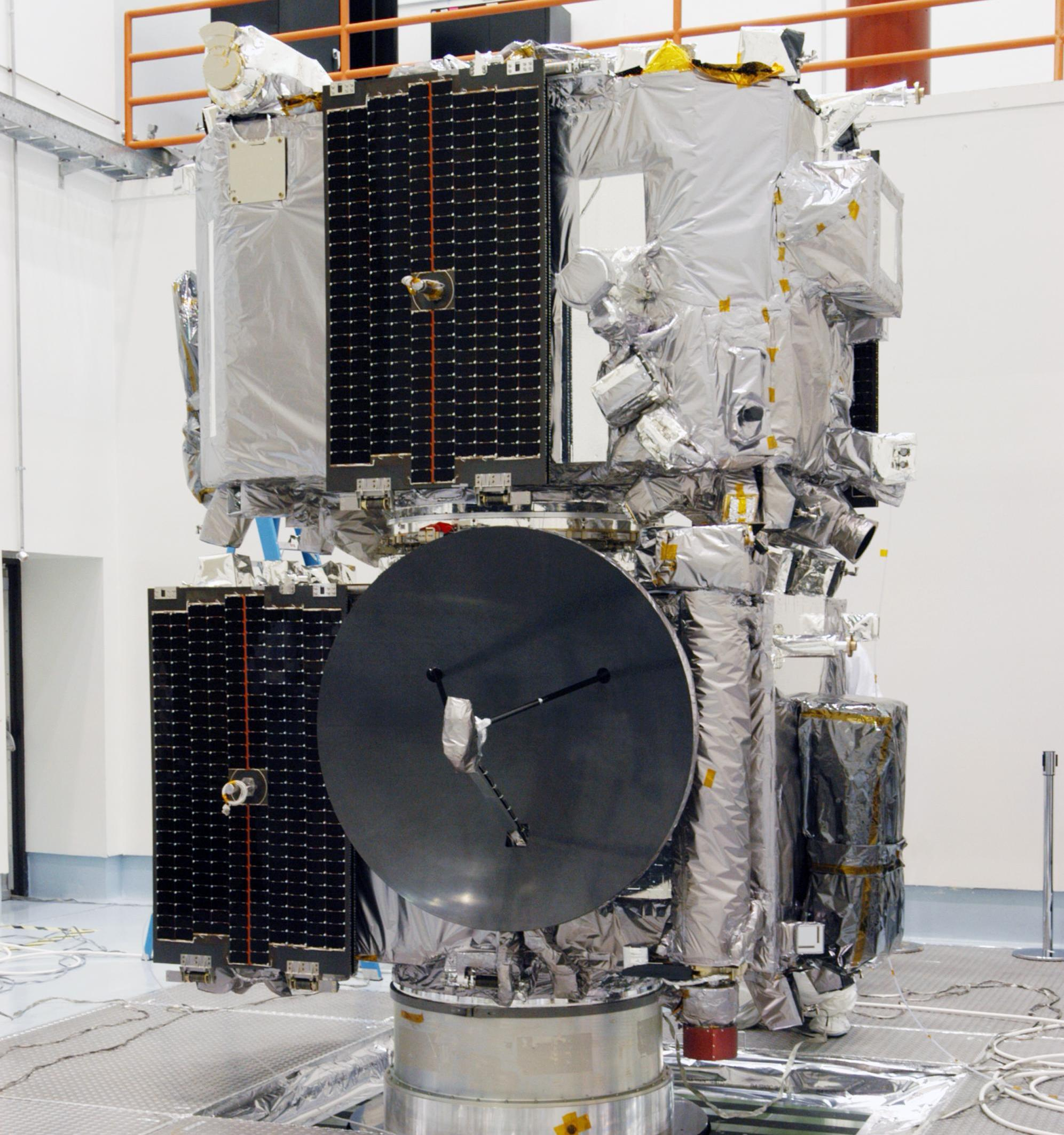
STEREO探测器堆放在佛罗里达州的Astrotech 2006年8月11日
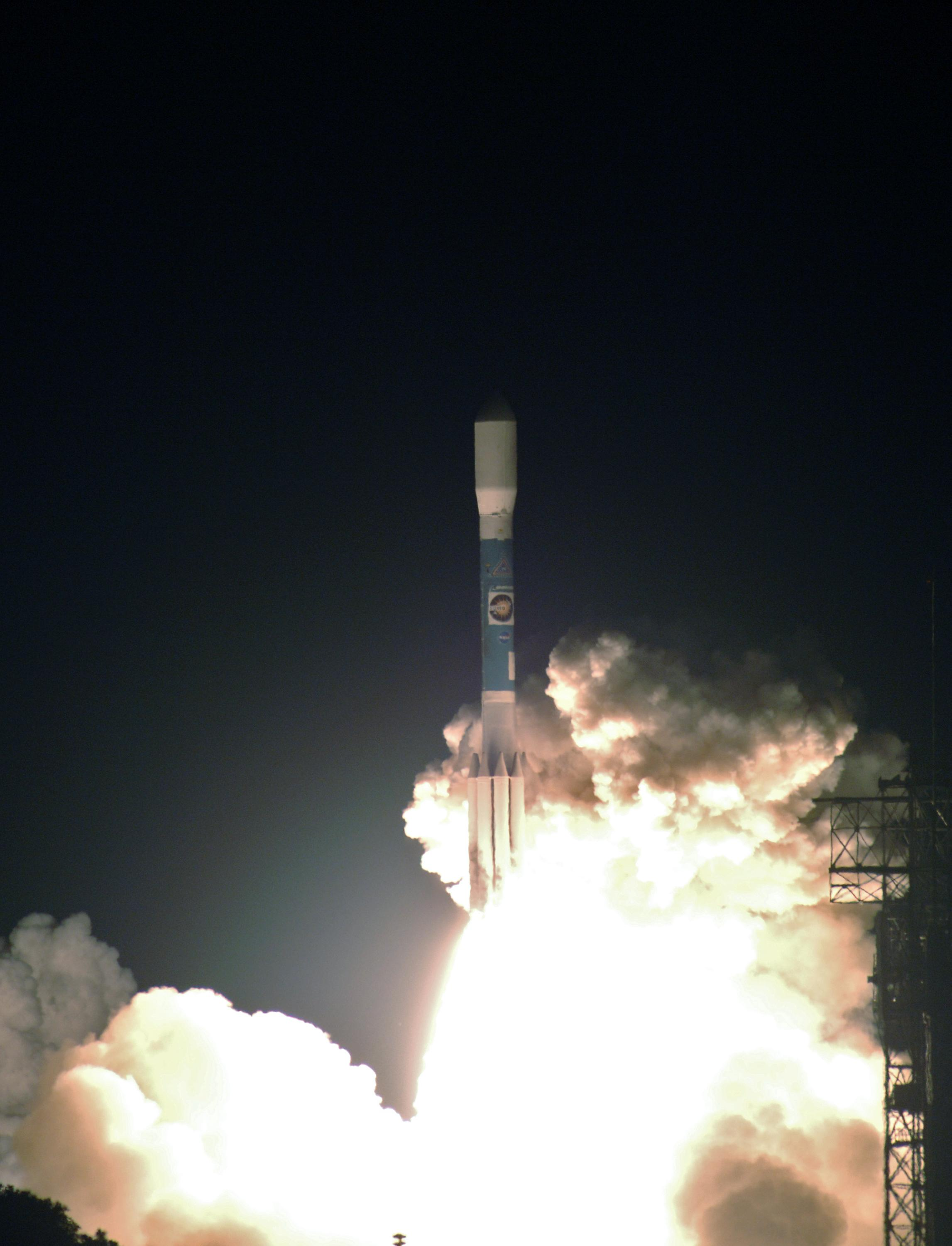
用德尔塔2号火箭发射STEREO探测器 2006年10月26日
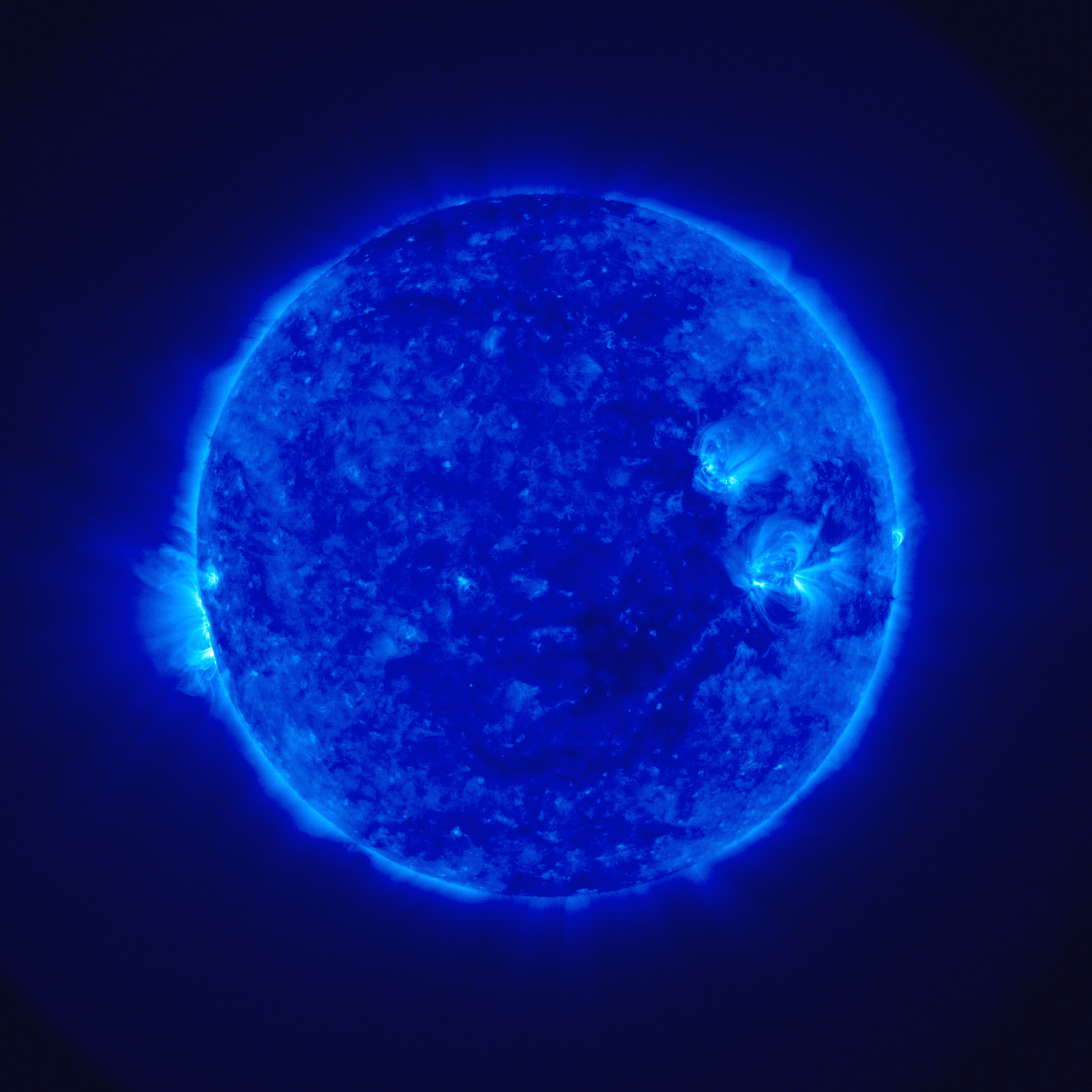
STEREO拍摄的第一批太阳照片之一 2006年12月4日
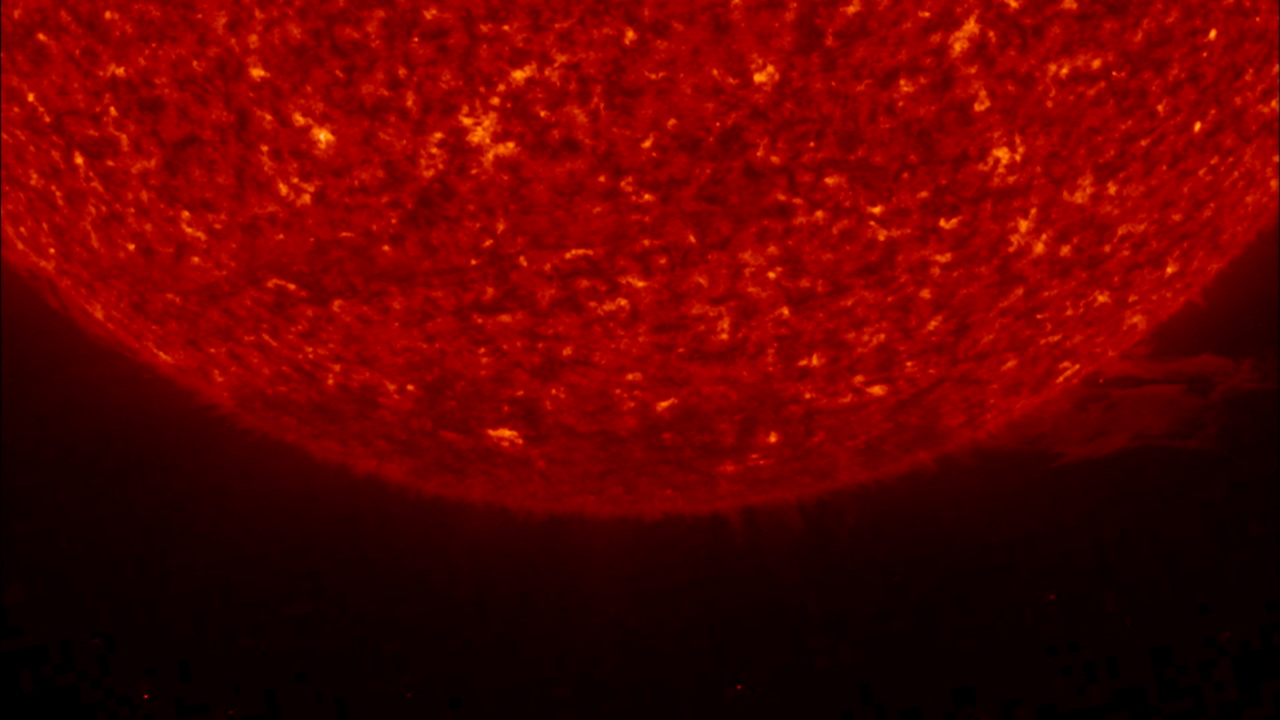
在STEREO-B紫外线成像相机校准期间拍摄到的太阳的月球凌日。月球看起来比从地球上看要小得多，因为航天器与月球的距离是地月距离的几倍。 2007年2月25日
- 太阳的南极。在图像的右下角可以看到从太阳喷发出来的物质。
2007年3月
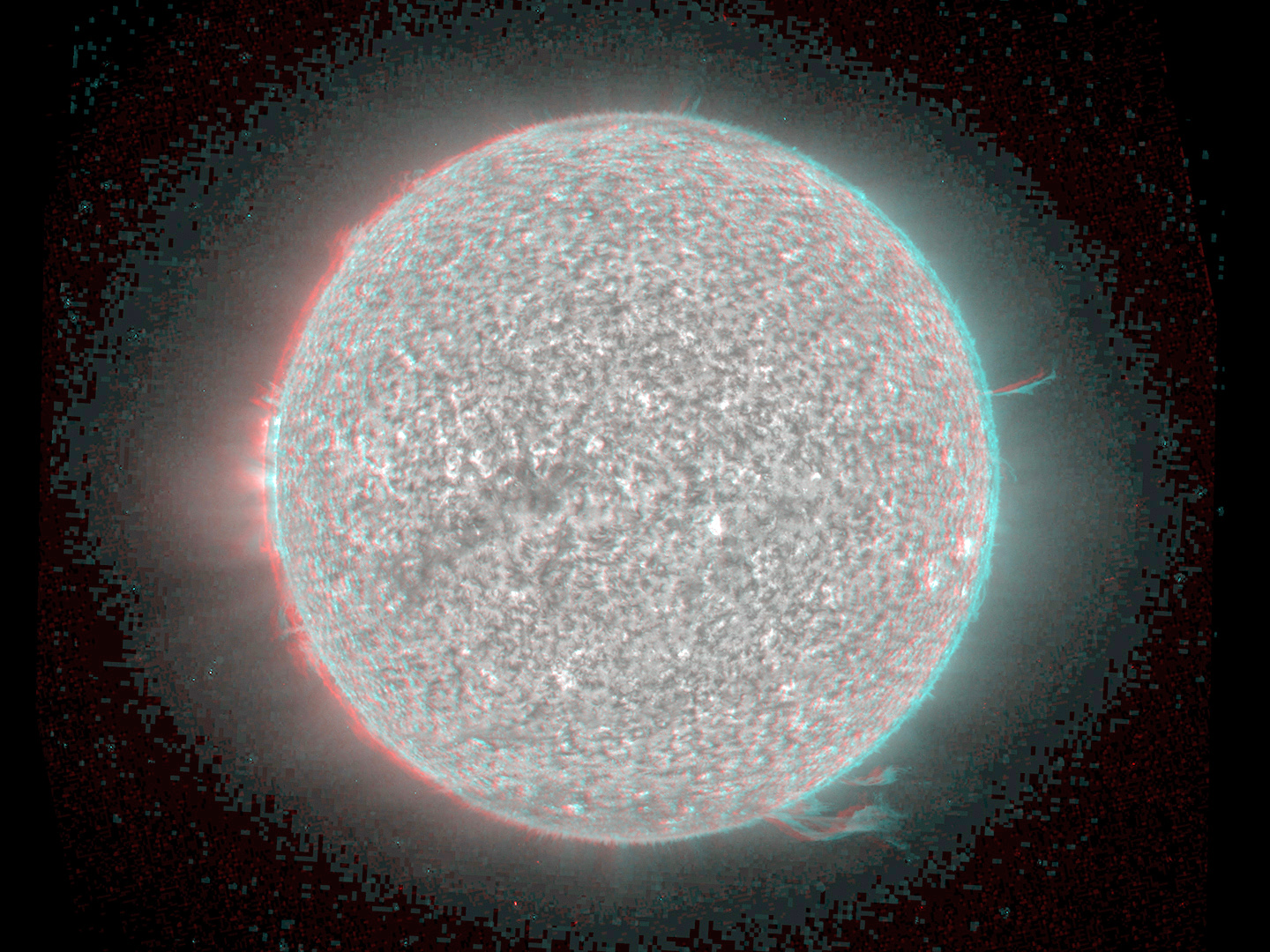
由 STEREO拍摄的三维图像 2007年3月
由STEREO拍摄的三维立体摆动（英语：Wiggle stereoscopy）图像 2007年3月
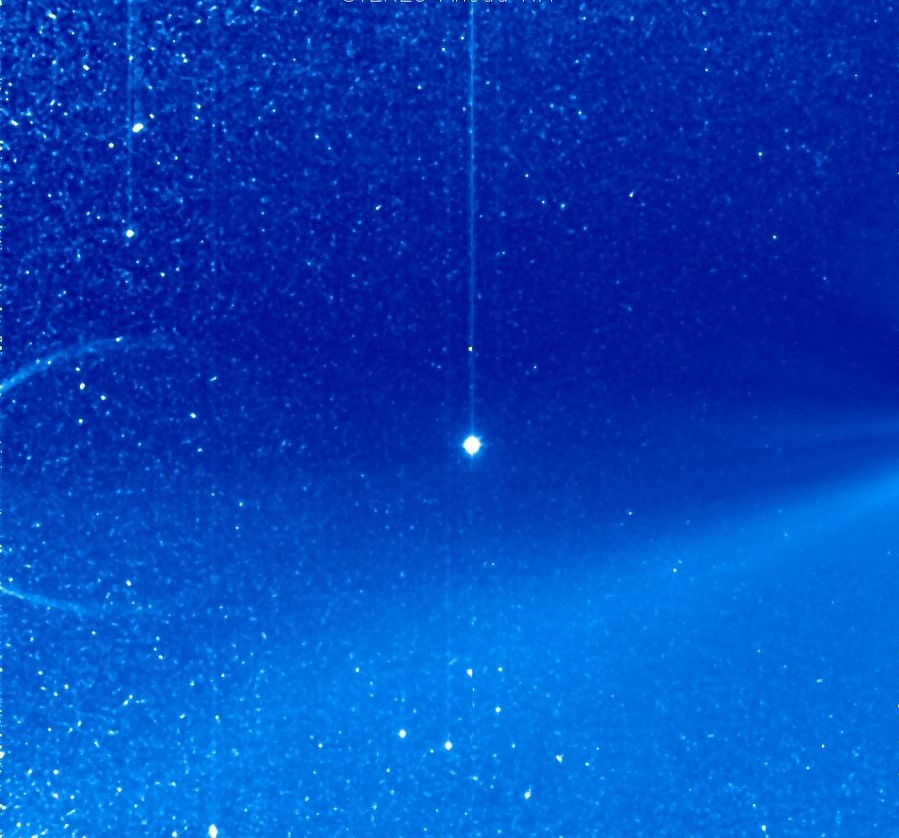
STEREO-A HI1所看到的木星 2008年11月23日
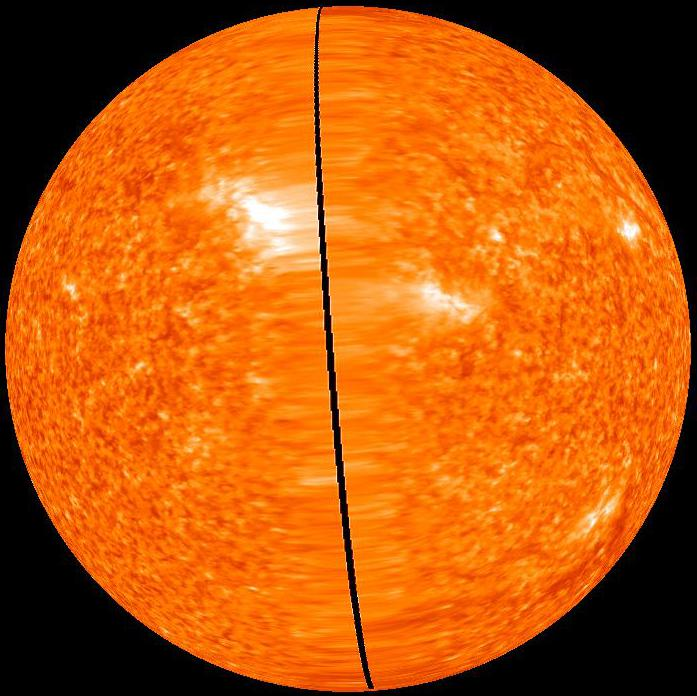
几乎是太阳的整个背面 February 2, 2011
Nearly the entire surface of the Sun, taken in extreme ultraviolet at 19.5 nm, with white lines showing solar coordinates (0° is directly towards Earth) February 10, 2011
- STEREO卫星的一整天的太阳数据来自  
 February 13–14, 2011
- 在 STEREO 成立10周年之际，项目副科学家特里·库切拉(Terry Kucera)概述了该任务的5大成功故事。